# Sepedon anchista
Sepedon anchista är en tvåvingeart som beskrevs av Steyskal 1956. Sepedon anchista ingår i släktet Sepedon och familjen kärrflugor. Inga underarter finns listade i Catalogue of Life.